# Emilios Avgouleas
Emilios Avgouleas (...) è un economista greco specializzato in mercati finanziari internazionali e tecnologia blockchain.
È titolare della cattedra di diritto bancario e finanziario internazionale presso l'Università di Edimburgo . È membro del Banking Stakeholder Group (BSG) dell'Autorità bancaria europea .
È anche membro indipendente del comitato ristretto del gruppo di lavoro europeo per il Fondo ellenico di stabilità finanziaria, istituito per stabilizzare il settore bancario greco durante la crisi bancaria del 2010.

## Formazione accademica
Avgouleas si è laureato in giurisprudenza presso l'Università di Atene e nel 1999 ha conseguito il dottorato in diritto ed economia presso la London School of Economics (LSE), centro internazionale di eccellenza accademica e punto di riferimento a livello mondiale per la ricerca.

## Carriera
Avgouleas ha esercitato la professione legale come associato presso Clifford Chance e in diverse banche di investimento. Nel 2000 è stato partner di Linklaters e poi di Tsibanoulis & Partners ad Atene. Nel 2007 è passato al mondo accademico, assumendo l'incarico di professore di mercati finanziari internazionali e diritto finanziario presso l'Università di Manchester .
Nel 2012 si è trasferito all'Università di Edimburgo, come professore di International Banking. È titolare della cattedra di 'Regulation of International Finance' all'Università di Edimburgo e direttore associato dell'Edinburgh Centre for Commercial Law.
Fa anche parte dello staff del laboratorio di tecnologia blockchain dell'Università di Edimburgo e di IOHK, la società di ingegneria blockchain che sviluppa Cardano .
Avgouleas è stato chiamato come testimone esperto dal comitato ristretto della Camera dei Lord sull'Unione europea per un rapporto del 2012 sulla direttiva Europea MiFID II .
Dal 2015 è membro del Banking Stakeholder Group (BSG) dell'Autorità bancaria europea.
Ha insegnato, come professore ospite, nelle università di Yale, Harvard, Università Nazionale di Singapore, Università di Hong Kong, Duke Law School, China University of Political Science and Law e l'Università di Economia e Commercio di Atene .
Sulla questione della crisi del coronavirus, nel 2020 aveva avvertito che se durasse più di qualche mese, "decine di milioni di posti di lavoro potrebbero essere persi nonostante trilioni di dollari siano spesi per salvare imprese e industrie". Inoltre, potrebbe rappresentare “il bacio della morte per i paesi e per la stabilità dei loro sistemi finanziari”. Le sue preoccupazioni si sono rivelate fondate nel 2021, con l'ulteriore aggravante rappresentato dal conflitto in Ucraina che ha amplificato le ripercussioni economiche del Covid-19.

## Conclusioni sulla crisi bancaria greca
Avgouleas è stato critico nei confronti dei primi tentativi di stabilizzare il settore bancario greco durante la crisi bancaria dopo il salvataggio da parte dell’UE e del Fondo monetario internazionale (FMI) nel 2010. Nel 2014, ha presentato un documento sull'etica e sul ripristino della fiducia in una conferenza organizzata dall'Associazione bancaria ellenica, il gruppo bancario nazionale greco. Nello stesso anno pubblicò una "valutazione critica" dei regimi di bail-in bancario con Charles Goodhart . Nel 2015, ha descritto la cessione degli attivi bancari come una "svendita", che ha comportato una "enorme perdita" per i contribuenti greci.
Avgouleas è stato nominato nel gennaio 2016 membro indipendente di un comitato di selezione e valutazione dei membri del consiglio del Fondo ellenico per la stabilità finanziaria e ha contribuito alle relazioni finanziarie intermedie e finali. Alla fine dell'anno è tornato sulla questione dei bail-in bancari con Goodhart.
Nel maggio 2018, ha lavorato a un rapporto del Centro per la ricerca sulla politica economica (CEPR) che iniziava così: "Uno spettro continua a perseguitare la Grecia e non meno i suoi creditori". Si è poi discusso della riduzione del debito e di come strutturare i programmi in modo da fornire i giusti incentivi per la disciplina di bilancio. Ha anche contribuito a un commento del CEPR che caratterizzava il terzo programma economico della Grecia come "a differenza dei suoi due predecessori" in quanto "relativamente riuscito". Alla fine del 2018, ha affermato che una mossa “radicale” da parte della banca centrale greca di acquistare crediti deteriorati detenuti dalle banche del paese “deve essere accolta con favore”.
In un articolo del Financial Times sulla gestione del debito bancario greco, ha sottolineato un elevato livello di crediti deteriorati rispetto ad altri Stati membri dell’UE. Ciò è avvenuto dopo "un lungo periodo di inerzia da parte dei consigli di amministrazione delle banche e delle autorità di regolamentazione" a seguito di "stretti rapporti tra politici, banchieri e uomini d'affari privilegiati".
Alla fine del 2019, Avgouleas ha evidenziato che, dopo 10 anni di difficoltà finanziarie, la Grecia aveva un urgente bisogno di investimenti infrastrutturali. Ha sottolineato che la Cina, data la sua capacità di investimento, potrebbe svolgere un ruolo chiave in questo contesto.
Nel 2020, insieme all'economista Rym Ayadi, ha redatto un documento in cui propone un'iniziativa pubblico-privata, basata sulla tecnologia, volta a migliorare la trasparenza e la gestione del debito nei paesi a basso e medio reddito. Questo studio è stato successivamente pubblicato come policy brief su G20 Insights

## Opere selezionate
- Avgouleas, E e Goodhart, C (2019) "Risoluzione bancaria un decennio dopo la crisi finanziaria globale: una rivalutazione sistematica", in Rischio sistemico nel settore finanziario, p. 31-46.
- Avgouleas, E e Kiayias, A (2019) " La promessa della tecnologia Blockchain per i mercati globali dei titoli e dei derivati: il nuovo ecosistema finanziario e il 'Sacro Graal' del contenimento del rischio sistemico Revisione giuridica sull'organizzazione aziendale europea", 20, p. 81–110 .
- Avgouleas, E e Donald, DC, (a cura di) (2019) L'economia politica della regolamentazione finanziaria, Cambridge University Press.
- Avgouleas, E (2018) Unione dei mercati dei capitali in Europa, Oxford University Press.
- Avgouleas, E (2012) La governance dei mercati finanziari globali: la legge, l'economia, la politica, Cambridge University Press.
- Avgouleas, E (2005) I meccanismi e la regolamentazione degli abusi di mercato: un'analisi giuridica ed economica, Oxford University Press.